# Liste des communes françaises ayant abandonné leur nom pré-révolutionnaire
 (mars 2014).
Si vous disposez d'ouvrages ou d'articles de référence ou si vous connaissez des sites web de qualité traitant du thème abordé ici, merci de compléter l'article en donnant les références utiles à sa vérifiabilité et en les liant à la section « Notes et références ».
Pour suivre le décret de la Convention du 25 vendémiaire an II invitant les communes ayant des noms pouvant rappeler les souvenirs de la royauté, de la féodalité ou des superstitions, à les remplacer par d'autres dénominations, de nombreuses communes françaises effacent de leur nom les mentions saint, ou les titres de noblesse. Un certain nombre d’entre elles ont conservé ces noms. D'autres ont repris des noms bâtis pour partie sur l'ancien nom et pour partie sur le nom "révolutionnaire".
Les communes ayant perdu leur statut de commune indépendante sont surlignées en gris.
Les noms révolutionnaires encore en vigueur de nos jours pour des communes indépendantes ou chefs-lieux sont quant à eux indiqués en gras.

## France métropolitaine

### 01. Ain
| Commune                  | Nom pré-révolutionnaire | Note                   |
| ------------------------ | ----------------------- | ---------------------- |
| Châtillon-sur-Chalaronne | Châtillon-les-Dombes    |                        |
| Ferney-Voltaire          | Ferney                  | Définitif depuis 1878. |

### 02. Aisne
| Commune         | Nom pré-révolutionnaire | Note                   |
| --------------- | ----------------------- | ---------------------- |
| Chézy-sur-Marne | Chézy-l'Abbaye          |                        |
| Licy-Clignon    | Licy-les-Moines         | Définitif depuis 1889. |

### 03. Allier
| Commune   | Nom pré-révolutionnaire | Note               |
| --------- | ----------------------- | ------------------ |
| Chantelle | Chantelle-le-Château    |                    |
| Le Montet | Le Montet-aux-Moines    |                    |
| Valigny   | Valigny-le-Monial       | Définitif depuis . |

### 10. Aube
| Commune                | Nom pré-révolutionnaire | Note                  |
| ---------------------- | ----------------------- | --------------------- |
| Balnot-sur-Laignes     | Balnot-le-Châtel        |                       |
| Champ-sur-Barse        | Le Champ-au-Roy         |                       |
| Fontaine-les-Grès      | Fontaine-Saint-Georges  | Inchangé depuis 1859. |
| Jully-sur-Sarce        | Jully-le-Châtel         |                       |
| La Loge-aux-Chèvres    | La Loge-Mesgrigny       |                       |
| La Villeneuve-au-Chêne | La Villeneuve-Mesgrigny |                       |
| Mussy-sur-Seine        | Mussy-l'Évêque          |                       |
| Poivres                | Poivre-Sainte-Suzanne   |                       |
| Pont-sur-Seine         | Pont-le-Roi             |                       |
| Thennelières           | Paillot                 |                       |

### 11. Aude
| Commune              | Nom pré-révolutionnaire  | Note |
| -------------------- | ------------------------ | ---- |
| Pezens               | Voisins                  |      |
| Rieux-Minervois      | Rieux-Mérinville         |      |
| Villeneuve-Minervois | Villeneuve-les-Chanoines |      |

### 14. Calvados
| Commune            | Nom pré-révolutionnaire | Note |
| ------------------ | ----------------------- | ---- |
| Fontenay-le-Pesnel | Saint-Aubin-de-Fontenay |      |
| Tilly-sur-Seulles  | Tilly-d'Orceau          |      |

### 15. Cantal
| Commune      | Nom pré-révolutionnaire | Note |
| ------------ | ----------------------- | ---- |
| Vic-sur-Cère | Vic                     |      |

### 18. Cher
| Commune       | Nom pré-révolutionnaire | Note |
| ------------- | ----------------------- | ---- |
| Dun-sur-Auron | Dun-le-Roi              |      |

### 21. Côte-d'Or
| Commune                                                   | Nom pré-révolutionnaire       | Note                                        |
| --------------------------------------------------------- | ----------------------------- | ------------------------------------------- |
| Aisey-sur-Seine                                           | Aisey-le-Duc                  |                                             |
| Labergement-lès-Seurre                                    | Labergement-le-Duc            |                                             |
| Marcilly-lès-Mont-Serein                                  | Marcilly-sous-Mont-Saint-Jean | Réunie à Marcilly-Ogny en 1849.             |
| Source-Seine (devenue Saint-Germain-Source-Seine en 1875) | Saint-Germain-la-Feuille      | Intégrée en 2009 à l'actuelle Source-Seine. |

### 23. Creuse
| Commune               | Nom pré-révolutionnaire | Note                                                 |
| --------------------- | ----------------------- | ---------------------------------------------------- |
| Saint-Gilles-les-Bois | Saint-Gilles-le-Vicomte | Était d'abord nommée Bellevue, puis Gilles-les-Bois. |

### 22. Côtes-d'Armor
| Commune       | Nom pré-révolutionnaire | Note |
| ------------- | ----------------------- | ---- |
| Boussac-Bourg | Boussac-les-Églises     |      |

### 27. Eure
| Commune                | Nom pré-révolutionnaire | Note |
| ---------------------- | ----------------------- | ---- |
| Bois-Normand-près-Lyre | Bois-Normand            |      |
| Le Gros-Theil          | Saint-Georges-du-Theil  |      |

### 28. Eure-et-Loir
| Commune               | Nom pré-révolutionnaire | Note |
| --------------------- | ----------------------- | ---- |
| Berchères-les-Pierres | Berchères-l'Évêque      |      |

### 31. Haute-Garonne
| Commune     | Nom pré-révolutionnaire     | Note |
| ----------- | --------------------------- | ---- |
| L'Union     | Saint-Jean-de-Kyrié-Éleyson |      |
| Escanecrabe | Saint-Sabin-d'Escanecrabe   |      |

### 33. Gironde
| Commune | Nom pré-révolutionnaire | Note |
| ------- | ----------------------- | ---- |
| Ambès   | Saint-Jacques-d'Ambès   |      |

### 34. Hérault
| Commune        | Nom pré-révolutionnaire | Note |
| -------------- | ----------------------- | ---- |
| Mas-de-Londres | Château-de-Londres      |      |

### 36. Indre
| Commune           | Nom pré-révolutionnaire    | Note |
| ----------------- | -------------------------- | ---- |
| La Châtre-Langlin | La Châtre-le-Vicomte       |      |
| Luçay-le-Libre    | Luçay (ou Luçay-le-Captif) |      |

### 37. Indre-et-Loire
| Commune            | Nom pré-révolutionnaire | Note |
| ------------------ | ----------------------- | ---- |
| Neuilly-le-Brignon | Neuilly-le-Noble        |      |

### 38. Isère
| Commune    | Nom pré-révolutionnaire | Note |
| ---------- | ----------------------- | ---- |
| Chatte     | Chaste                  |      |
| La Tronche | Saint-Ferjus            |      |

### 41. Loir-et-Cher
| Commune                                         | Nom pré-révolutionnaire | Note                                                  |
| ----------------------------------------------- | ----------------------- | ----------------------------------------------------- |
| Montoire (devenue Montoire-sur-le-Loir en 1891) | Querhoent               | Montoire était le nom traditionnel avant 1743.        |
| Molineuf                                        | Saint-Secondin          | Définitif depuis 1913, intégrée à Valencisse en 2016. |

### 43. Haute-Loire
| Commune              | Nom pré-révolutionnaire  | Note |
| -------------------- | ------------------------ | ---- |
| Bellevue-la-Montagne | Saint-Just-près-Chomelis |      |
| Cohade               | Saint-Ferréol-de Cohade  |      |
| Lavoûte-sur-Loire    | La Voûte-de-Polignac     |      |

### 45. Loiret
| Commune                                                | Nom pré-révolutionnaire | Note |
| ------------------------------------------------------ | ----------------------- | ---- |
| Batilly-sur-Loire (devenue Batilly-en-Puisaye en 1919) | Batilly                 |      |

### 47. Lot-et-Garonne
| Commune  | Nom pré-révolutionnaire | Note |
| -------- | ----------------------- | ---- |
| Laussou  | Boynet                  |      |
| Pompogne | Sainte-Pompogne         |      |

### 48. Lozère
| Commune   | Nom pré-révolutionnaire    | Note |
| --------- | -------------------------- | ---- |
| Bassurels | Saint-Martin-de-Campselade |      |

### 49. Maine-et-Loire
| Commune            | Nom pré-révolutionnaire | Note                   |
| ------------------ | ----------------------- | ---------------------- |
| Varennes-sur-Loire | Varennes-sur-Montsoreau | Définitif depuis 1892. |

### 50. Manche
| Commune         | Nom pré-révolutionnaire | Note                                                            |
| --------------- | ----------------------- | --------------------------------------------------------------- |
| Cerisy-la-Forêt | Cerisy-l'Abbaye         |                                                                 |
| Lozon           | Saint-Louet-sur-Lozon   | Définitif depuis 1832, intégrée depuis 2016 à Marigny-Le-Lozon. |

## Pour approfondir